# Cherno Marenah
Cherno Marenah (* im 20. Jahrhundert in Kundung; auch in der Schreibweise Cherno Marena) ist ein gambischer Jurist.

## Leben
Cherno Marenah besuchte von 1989 bis 1994 die St. Augustine’s High School, danach studierte er Jura.
Marenah ist ab Anfang 2000 als Staatsanwalt tätig. Anfang Dezember 2008 wurde Marenah im Interimsvorstandes der Gambia Telecommunications Company (GAMTEL), als Rechtsanwalt von der Kanzlei des Generalstaatsanwalts, berufen. Ende Dezember wurde ein Arzneimittelausschuss (englisch Medicines Board) gebildet. Die Arbeit des Vorstands darin besteht, das Arzneimittelgesetz durchzusetzen, die Kontrolle der Herstellung, der Einfuhr, des Verkaufs und des Vertriebs von Arzneimitteln vorsieht. Marenah wurde hier, als Rechtsanwalt von der Kanzlei des Generalstaatsanwalts, wurde Cherno Marenah mit in diesem Ausschuss berufen. 2013 ist Marenah als Registrar general im Justizministerium tätig.
Ende Januar 2015, Marenah hat die Funktion des Solicitor General and Legal Secretary, wird er im Apothekenrat (englisch pharmacy council) berufen. Im Januar 2016, noch Solicitor General and Legal Secretary ist er am 12. Mai 2016 seines Posten enthoben worden. Er wurde angeblich mit einer vermeintlichen Beteiligung des GNPC-Ölbetrugs (Gambia National Petroleum Corporation) in Verbindung gebracht mit neun weiteren Personen in Untersuchungshaft genommen und angeklagt. Der Fall ging als GNPC Scandal durch die Medien. Die Gruppe soll mutmaßlich zwischen 2015 und 2016 in Banjul Gambias Wirtschaft absichtlich beeinträchtigt haben. Ab den 8. Mai 2017 ist Cherno Marenah nach einem Jahr wieder als Solicitor General and Legal Secretary tätig. Saffie Sankareh diente währenddessen als Solicitor General and Legal Secretary, nach Marenahs Rückkehr wechselte sie ins gambische Außenministerium.